# Mónica Almeida Chávez
Mónica Almeida Chávez (Santiago de Guayaquil, Ecuador, 1965) es periodista de investigación, escritora, con más de 30 años de experiencia, que actualmente se desempeña como jefa de redacción en el diario El universo en Quito.
Inició su trabajo en el diario Hoy, trabajó en la Agencia France-Presse en París, mientras que en el diario El universo ejerció su carrera como periodista a partir de 1997. Hoy es jefa de Redacción de Quito y también de la Unidad de Investigación. 
El año 2009, gracias a una beca, estuvo en Nieman Foundation for Journalism at Harvard University.

## Biografía
Mónica Almeida Chávezcreció en un ambiente de clase media baja, siendo la menor de cuatro hermanos, dos de ellos arquitectos y una viviendo en Estados Unidos. Estudió en el colegio la Inmaculada de Guayaquil, en donde se especializó en física y matemáticas. 
Se encuentra casada con Marc Saint Upery desde 1994, con quien vivió cuatro años en Francia, trabajando como periodista en la agencia France-Presse. Además, tienen una hija llamada Alejandra (Sasha) Saint Upery Almeida, que nació en 1999.
El año 1989 Mónica se graduó como periodista en la Universidad Estatal de Guayaquil. En su trayectoria como periodista realizó viajes centrados en trabajos de investigación, yendo a Italia, Alemania, España, Yugoslavia, Moscú, República Checa, entre otros países. Posee un gran manejo de idiomas, pues habla español, inglés y francés, lo que le ha permitido llegar a varios lugares con su trabajo. Actualmente, Mónica trabaja con Ana Karina López-Ramón en un libro que examina el clima político de Ecuador, bajo los fallos de Rafael Correa Delgado.
La periodista y escritora Mónica Almeida Chávez destaca por su entusiasmo en aprender y estudiar, lo cual la ha llevado a realizar diversos estudios. Primero estuvo en Holanda seis meses con una beca en promoción de radio, segundo estuvo en París en una pasantía en una revista de la Unión Europea de nueve meses y por último, fue becaria Nieman en 2009.

## Obras
Junto con la escritora Ana Karina López Ramón han presentado dos libros, el primero de ellos es “La revolución malograda. El correlato por dentro” y el segundo, “El séptimo Rafael”. 
Estos dos libros son investigaciones que buscan sacar a la luz problemáticas que han ocurrido con los presidentes de Ecuador, pero además, “El séptimo Rafael” es una biografía no autorizada del expresidente ecuatoriano, que muestra todo lo que implicó su mandato.

## Premios
A través de su larga trayectoria, Mónica Almeida Chávez ha recibido diversos premios, como el Premio de Investigación de la Unión Nacional de Periodistas (UNP), en los años 2014, 2015, 2016 y 2017; el Premio Nacional de Periodismo (UNP) en el año 2017, junto a Paúl Mena Erazo.
Además, obtuvo un galardón gracias a su trabajo de investigación sobre los contratos de los créditos chinos y un Pulitzer por la categoría de Periodismo Explicativo (2017). También fue parte del equipo del Consorcio Internacional de Periodismo de Investigación (ICIJ), obtuvo el premio de la Iniciativa para el Periodismo de Investigación en las Américas en 2016 por la publicación de El desangre de dólares en Venezuela. 
También logró una mención especial de parte del Instituto de Prensa y Sociedad, por la investigación sobre la corrupción de la telefónica estatal Telecsa. Finalmente, obtuvo el premio de periodismo nacional Eugenio Espejo en el 2022 y fue nominada al premio Gabo 2023 en la categoría cobertura, por su especial “Viaje al centro Odebrecht”, publicación de diez historias de corrupción a lo largo de Latinoamérica.